# Coupe d'Irlande du Nord féminine de football 2024
Navigation
Édition précédente Édition suivante
La 19e Coupe d'Irlande du Nord féminine de football, en anglais IFA Womens Challenge Cup et pour des raisons de naming publicitaire Electric Ireland Women's Challenge Cup, se dispute entre le 10 mai 2023 et octobre 2023 date de la finale. Le Glentoran Belfast United remet en jeu son titre obtenu en 2023. Glentoran est sur une série en cours de cinq victoires consécutives.

## Organisation
La compétition s'organise en cinq tours successifs. Les clubs de première division du championnat sont exemptés du premier tour.

## Compétition

### Tour préliminaire
Le tour préliminaire se déroule le 10 mai 2024. Il met aux prises des équipes de deuxième et troisième division tirées au sort.
| Club recevant             | Score   | Club visiteur              |
| ------------------------- | ------- | -------------------------- |
| Greenisland Women         | 3-0     | Ballyclare Comrades Ladies |
| Portadown Ladies          | 2-4     | Antrim Town Women          |
| Ballymena United FC Women | 16-0    | Hanover FC Ladies          |
| Valley Rangers Ladies     | 1-2     | Bangor Ladies              |
| Strabane Athletic Ladies  | forfait | Maiden City Ladies         |

### Premier tour
Le premier tour se déroule les 14 et 16 juin 2024. Les matchs sont tirés au sort et se déroulent sur le terrain du premier nommé.
| Club recevant             | Score   | Club visiteur            |
| ------------------------- | ------- | ------------------------ |
| Civil Service Ladies      | 4-0     | Oxford Sunnyside Ladies  |
| Comber Rec. Ladies        | 1-5     | Bangor Ladies            |
| Greenisland Women         | 5-1     | Craigavon City Ladies    |
| Wellington Rec. Women     | 0-12    | Sion Swifts Ladies       |
| Antrim Town Women         | 10-1    | Donegal Celtic Ladies    |
| Ballymena United FC Women | forfait | Coleraine Women          |
| Belfast Celtic Ladies     | forfait | Strabane Athletic Ladies |

### Deuxième tour
Le deuxième tour se déroule le 19 juillet 2024. Les matchs sont tirés au sort et se déroulent sur le terrain du premier nommé. Les équipes de première division entrent dans la compétition.
| Club recevant             | Score   | Club visiteur          |
| ------------------------- | ------- | ---------------------- |
| Antrim Town Women         | 0-4     | Mid Ulster Ladies      |
| Civil Service Ladies      | 0-14    | Derry City Women       |
| Glentoran Women's         | 2-1     | Linfield Ladies        |
| Greenisland Women         | 1-7     | Crusaders Strikers     |
| Cliftonville Ladies       | 5-0     | Lisburn LFC            |
| Sion Swifts Ladies        | forfait | Larne Women            |
| Ballymena United FC Women | forfait | Lisburn Rangers Ladies |
| Bangor Ladies             | forfait | Belfast Celtic Ladies  |

### Quarts de finale
Les quarts de finale se déroulent le 9 août 2024. 
| Club recevant       | Score | Club visiteur          |
| ------------------- | ----- | ---------------------- |
| Cliftonville Ladies | 7-0   | Crusaders Strikers     |
| Larne Women         | 0-3   | Glentoran Women's      |
| Mid Ulster Ladies   | 0-7   | Lisburn Rangers Ladies |
| Bangor Ladies       | 0-3   | Derry City Women       |

### Demi-finales
| Demi finale 1                    | Cliftonville Ladies | 3-1 | Glentoran Women's | Dixon Park, Ballyclare |
| Vendredi 13 septembre 2024 19:30 |                     |     |                   |                        |

| Demi finale 2                    | Lisburn Rangers Ladies | 2-1 | Derry City Women | Mill Meadow, Castledawson |
| Vendredi 15 septembre 2024 19:30 |                        |     |                  |                           |

### Finale
| Finale                | Cliftonville Ladies                                      | 5 - 0 | Lisburn Rangers Ladies | Windsor Park        |                     |
| 19 octobre 2024 19:00 | Caitlin McGuinness · Louise McDaniel · Victoria Carleton |       |                        | Spectateurs : 1 654 | Spectateurs : 1 654 |